# Alle Visser
Alle Visser (Drachten, 1960) is een voormalig Nederlands korfbalscheidsrechter.

## Korfbal League
Visser was scheidsrechter in de Korfbal League, de hoogste Nederlandse korfbalcompetitie. Hij floot in 2011 en 2012 de finale in Ahoy.
In 2008 werd hij onderscheiden met de prijs van Beste Scheidsrechter.